# The Spirit's in It
| Recensione | Giudizio |
| ---------- | -------- |
| AllMusic   | [ 2 ]    |

The Spirit's in It è il quinto album da solista della cantante Patti LaBelle, il primo pubblicato attraverso l'etichetta Philadelphia International Records, nel 1981.

## Descrizione
Patti LaBelle iniziò una carriera da solista nel 1977, poco dopo lo scioglimento del suo gruppo Labelle. Il suo album omonimo è stato acclamato dalla critica e ha anche trovato il successo commerciale. Tuttavia, gli altri album rilasciato con la Epic, non sono riusciti a eguagliare lo slancio di quell'album, nonostante alcuni singoli di successo. Quando il suo quarto album, Release, non riuscì a generare nessuna hit R&B o pop significativa, accettò di firmare con la Philadelphia International Records, che era nota per fornire successi per artisti veterani come The O'Jays, Lou Rawls e Billy Paul.
Con l'aiuto di Kenny Gamble e Leon Huff, il suo collaboratore James "Budd" Ellison e produttori dello staff PIR come Dexter Wansel e Cecil Womack, LaBelle ha prodotto The Spirit's in It, che ha incluso le sue esperienze in altri generi come country, rock e reggae . Tra i singoli importanti dell'album c'erano la sua cover della famosa boogie-woogie, "Rocking Pneumonia and the Boogie-Woogie Flu", la colonna sonora del club, "Family", "Shoot Him on Sight" (la sua prima collaborazione con i cantautori Cynthia Biggs e Dexter Wansel) e " Over the Rainbow ", la quale è la cover solista di un brano che aveva precedentemente registrato quando era membro delle Patti LaBelle e Blue Belles negli anni sessanta. LaBelle aveva già suonato la canzone in concerto dopo aver intrapreso la sua carriera da solista. La nuova registrazione è stata pubblicata come "b-side" del singolo "Family" ed è diventata una pietra miliare nella carriera di LaBelle. Questo album avrebbe preceduto la sua svolta commerciale un paio di anni dopo con l'album I'm in Love Again .

## Tracce
1. "The Spirit's in It" (Womack, Kenneth Gamble) (5:50)
2. "Here You Come Again" (Barry Mann, Cynthia Weil) (3:02)
3. "Love Lives" (Cecil Womack, Leon Huff) (2:52)
4. "I Fell in Love Without Warning" (Leon Huff) (3:12)
5. "Boats Against the Current" (Eric Carmen) (4:04)
6. "Rockin' Pneumonia and the Boogie Woogie Flu" (Huey "Piano" Smith) (4:25)
7. "Family" (J.H. Smith) (4:22)
8. "Shoot Him on Sight" (Cynthia Biggs, Dexter Wansel) (5:31)
9. "Over the Rainbow" (E.Y. "Yip" Harburg, Harold Arlen) (3:46)